# الأكراد (أسيوط)
قرية الأكراد هي إحدى القرى التابعة لمركز الفتح في محافظة أسيوط في جمهورية مصر العربية. حسب إحصاءات سنة 2006، بلغ إجمالي السكان في الأكراد 5960 نسمة، منهم 3074 رجل و2886 امرأة.